# ウィル・フェラーラ
ウィル・フェラーラ（Will Ferrara、1991年6月30日 - ）はアメリカ合衆国のプロレスラー。ニューヨーク州クイーンズ出身。

## 来歴
2006年、地元であるニューヨーク州を拠点とする団体であるWUW（World of Unpredictable Wrestling）に入団。数々の名選手を育てていることで有名なトレーナーであるジョニー・ロッズの下でトレーニングを開始。同年7月1日、スパルタン（Spartan）のリングネームでプロレスラーデビューを飾る。
2007年12月1日、ニュージャージー州にて旗揚げされた団体であるWOW（Warriors Of Wrestling）のUnleashedに参戦。オールスター・ルーとダイナミック・エクスプレス（The Dynamic Express）タッグチームを結成。アメリカン・ナイトメア（マット・キャプラン & ローガン・ブラック）と対戦して勝利した。
2008年2月9日、WOW Cold Furyにて初代WOWタッグ王者チーム決定戦が行われ、アメリカン・ナイトメアとTLCデスマッチ形式で対戦。机、梯子、椅子のみならずバットや有刺鉄線ボードを扱いリング内外で血まみれとなる凄惨な試合を行うが最後には力尽きベルトを戴冠するに至らなかった。10月11日、WOW Shockwaveにてアメリカン・ナイトメア、カナックス（クリス・バンクス & JTハイランダー）とトリプルスレットタッグマッチを行い勝利。11月10日、WOW Final Solution 2008にてザ・カナックスと時間無制限TLCマッチを行うが敗戦した。
2009年6月13日、WOW Caged Aggressionにてソサエティー・オブ・ベンチャー（ジェイソン・カルロフ & ジョン・キャノン）と2アウト・オブ・3フォールズマッチを行い勝利。12月5日、WOW Final Solution 2009にてマネー・イン・ザ・バンク・ラダー・マッチに出場するがアタッシュケースを獲得するに至らなかった。
2010年1月30日、WOW Empire State of MindにてWOWタッグ王座を保持するワイフビーターズ（ジョーイ・レイノルズ & ジョーイB）に挑戦して勝利し、キャリア初となる王座を戴冠した。3月にWOWタッグ王座陥落後、8月にダイナミック・エクスプレスを解散して9月より新たなパートナーとしてネロを迎えダイナスティ（The Dynasty）なるタッグを結成。同月25日、WOW Dean Desimone Memorial Showにてアメリカン・ナイトメアとストリートファイト形式によるタッグマッチを行い勝利。10月23日、WOW Livewire 2010にてアメリカン・ナイトメアとスティールケージマッチで再戦するが返り討ちした。
2011年3月12日、WOW Collision Course 2011にて空位となったWOWタッグ王座を巡りBAキッド & クリス・カルタヘナ、ピート・シモンズ & スコッティ・プリーストと3wayマッチによる王座戦を行い勝利し、2度目のWOWタッグ王座を戴冠した。同年よりWOW専属の契約を切り、ニュージャージー州を拠点とするUWC（United Wrestling Coalition）やバージニア州を拠点とするNWA加盟団体のNWAフュージョンに参戦。7月9日、WOW Warehouse Wars IIIにて1Dayトーナメントであるショット・アット・グローリートーナメントに出場。1回戦でジェイソン・クロス、準決勝でアイリッシュ・ブルーザーを破り決勝でローガン・ブラックに勝利して優勝を飾った。
2012年12月、ネロがWOWノーリミッツ王座を獲得するとベルトを巡り抗争へと展開するようになる。2013年6月15日、WOW Extreme Heat 2013にてネロに3度目の挑戦として2アウト・オブ・3フォールズマッチを行うがベルトを奪取するに至らなかった。
2013年9月6日、ROHのRoad to Greatnessにウィル・フェラーラ（Will Ferrara）のリングネームで参戦。ダークマッチにてチーズバーガー & ニック・メリマンと組んでアーロン・ソロ & マイク・ディーン & トラビス・バンクスと6人制タッグマッチを行い勝利。2012年8月と12月にROHのトライアウトキャンプに参加していた事もあり一定の評価を得て継続して参戦するようになる。12月14日、ROH Final Battle 2013にてダークマッチでビル・デイリーとチーム・ベンチマーク（Team Benchmark）なるタッグチームを結成。ブルータル・バーガーズ（ボブ・エヴァンス & チーズバーガー）と対戦するが勝利するに至らなかった。
2014年4月18日、ROH Future of Honorにてブリスコーズ（ジェイ・ブリスコ & マーク・ブリスコ）と対戦。最後にジェイのジェイ・ドリラーからマークのフロッギー・ボウへと連携で喰らい敗戦した。10月25日、ROH on SBGにてROH世界TV王座を保持するジェイ・リーサルに挑戦。リーサルのマネージャーであるトゥルース・マルティーニの介入で苦しめられ、最後はリーサルにトラース・キックからリーサル・インジェクションを決められ敗戦した。11月15日、ROH Glory by Honor XIIIにてアダム・ページと対戦。ページのセコンドであるBJホイットマーとロデリック・ストロングの介入があったが試合途中にストロングがページを裏切りアシストを受けて勝利した。
2015年1月3日、ROHのトッププロスペクトトーナメント2015に出場。1回戦でジェイ・ディーゼル、準決勝でビアシティ・ブルーザーを破る。そして同月24日の決勝でドノヴァン・ダイジャックと対戦するが敗戦し、準優勝という結果に終わった。5月30日、ROH on SBGにて新日本プロレス所属のKUSHIDAと対戦。KUSHIDAの関節技と空中技に苦戦するも自身も空中技で対抗。最後にはホバーボードロックを極められギブアップした。8月29日、ROH Reloaded Tourにて渡辺高章と組んでキングダム（マイケル・ベネット & マット・ターバン with マリア・ケネリス）と対戦するが敗戦した。

## 得意技
- アイズ・ワイド・シャット

フィニッシャー。シングルニー・フェイスバスター
- サンセットフリップ・パワーボム

カナディアン・デストロイヤーの体勢からパワーボムを決める。
- フランケンシュタイナー
- 不知火

## 獲得タイトル
WOW
- WOWタッグ王座 : 2回

w / オールスター・ルー
w / ネロ
- ショット・アット・グローリートーナメント : 2011年

## 入場曲
- MDC - Go